# Bodrogvécs

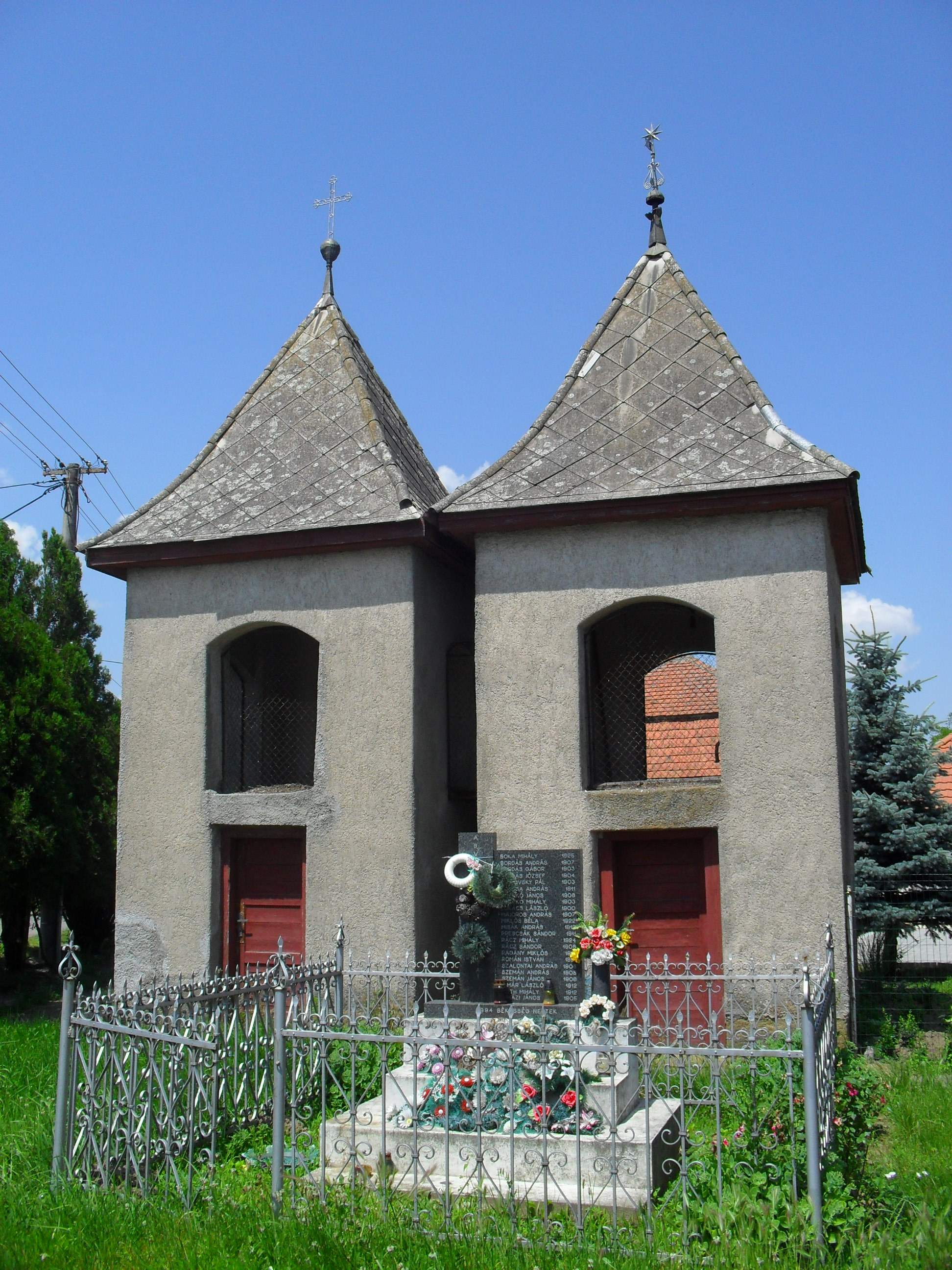
Harangláb és világháborús emlékmű Bodrogvécsen

Bodrogvécs (szlovákul: Véč) Szomotor településrésze Szlovákiában, a Kassai kerület Tőketerebesi járásában.

## Fekvése
Királyhelmectől 13 km-re nyugatra, a Bodrog bal partján fekszik. Egybeépült Szomotorral.

## Története
Területén a korai bronzkorban a hallstatti kultúra települése állt.
Közvetlenül a honfoglalás után lakott település volt, amint azt az itt feltárt, leletekben gazdag 10. századi ősmagyar temető bizonyítja. Első írásos említése 1214-ben történt, 1263-ban Péter magiszter birtoka volt. 1381-ben helyi nemeseké, a 18. században a Vécsey családé és másoké. 1715-ben 5 lakatlan és egy házas jobbágytelke volt. 1787-ben 30 házában 149 lakos élt.
Vályi András szerint: „VECS. Magyar falu Zemplén Várm. földes Urai B. Vécsey, és Mezősy Uraságok, lakosai reformátusok, fekszik Szomotorhoz 600 lépésnyire; határja jó, ’s mindent megterem, Bodrog vize körűl follya, erdeje kitsiny, ’s fiatal, piatza Újhelyben 3 órányira.”
A 19. század végén a Kozma családé. 1828-ban 42 háza és 316 lakosa volt. Lakói mezőgazdasággal, szőlőtermesztéssel foglalkoztak.
Fényes Elek szerint: „Vécs, Zemplén vmegyében, magyar falu, a Bodroghközben, a Bodrogh bal partján, Zemplénhez egy órányira: 34 romai, 166 gör. kath., 182 ref., 14 zsidó lak., 352 hold szántófölddel. F. u. b. Vécsey. Ut. post. Ujhely.”
Borovszky Samu monográfiasorozatának Zemplén vármegyét tárgyaló része szerint: „Bodrogvécs, a Bodrog közelében fekszik. Magyar kisközség; 60 háza van, nagyobbára ev. ref. vallású, 420 lakossal. E község már V. Istvánnak egyik 1263-ik évi határjárásában szerepel, melyet Péter mester javára rendelt el, midőn Zomotor földjét Gera, Zompa és Mátyás halála után neki adományozza. 1381-ben Hidvégveycze alakban Hidvégvécsei Agata birtokaként van említve. 1440-ben már a Szerdahelyiek az urai. Ez időben, valamint korábban is, a zempléni vár tartozéka volt. A Szerdahelyiekről a Bocskayakra szállott, és 1764-ben a báró Vécseyek kaptak rá királyi adományt. 1512-ben Csebi Pogány Zsigmond is birtokosa, az 1598-iki összeíráskor pedig Csapy Ferencz, Bacskay Miklós, Paczoth Ferencz, Soós István, Ferencz és Albert özvegye. 1629-ben még mindig szerepelnek a Csapyak, 1663-ban pedig, a mikor Vécsszög néven van említve, Soós György is. 1764-től kezdve a báró Vécseyeken kívül még a Mezőssy, Klobusitzky, Súghó, báró Balassa s a Szerencsy családok az urai, most pedig Kozma Mihálynak van itt nagyobb birtoka. A XIX. század végén a község három ízben elpusztult. Révecske nevű dülője azt bizonyítja, hogy ott hajdan révje volt. Templom nincs a községben, melynek postája, távírója és vasúti állomása Szomotor. Ide tartozik Teréztanya is.”
1910-ben 487-en, túlnyomórészt magyarok lakták. 1920-ig Zemplén vármegye Bodrogközi járásához tartozott. 1938 és 1945 között újra Magyarország része. 1943 előtt önálló község volt, azóta Szomotorhoz tartozik. (1943 és 1945 között az egyesített település Szomotorvécs néven szerepelt.)

## Képtár

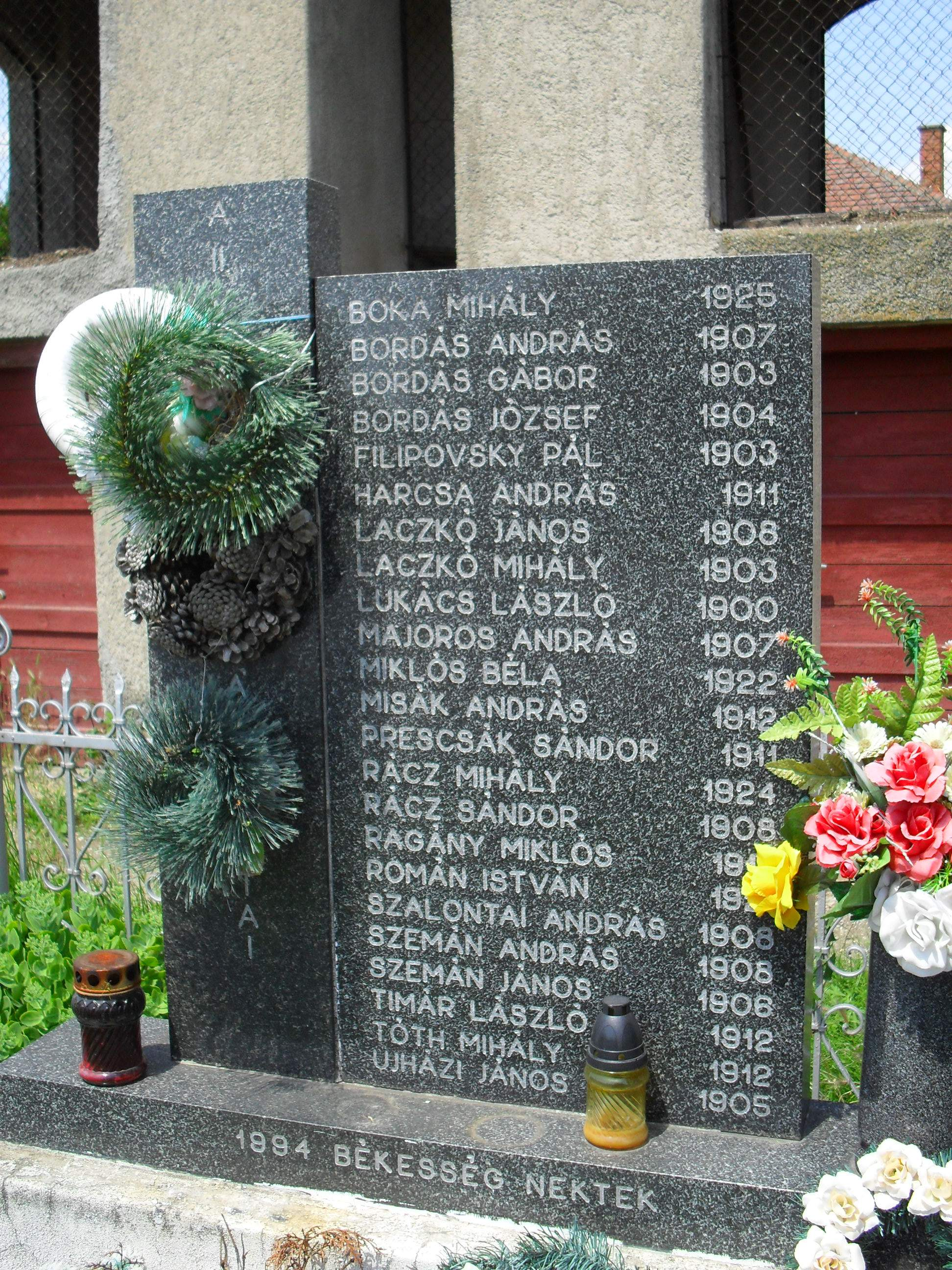
Második világháborús emlékmű
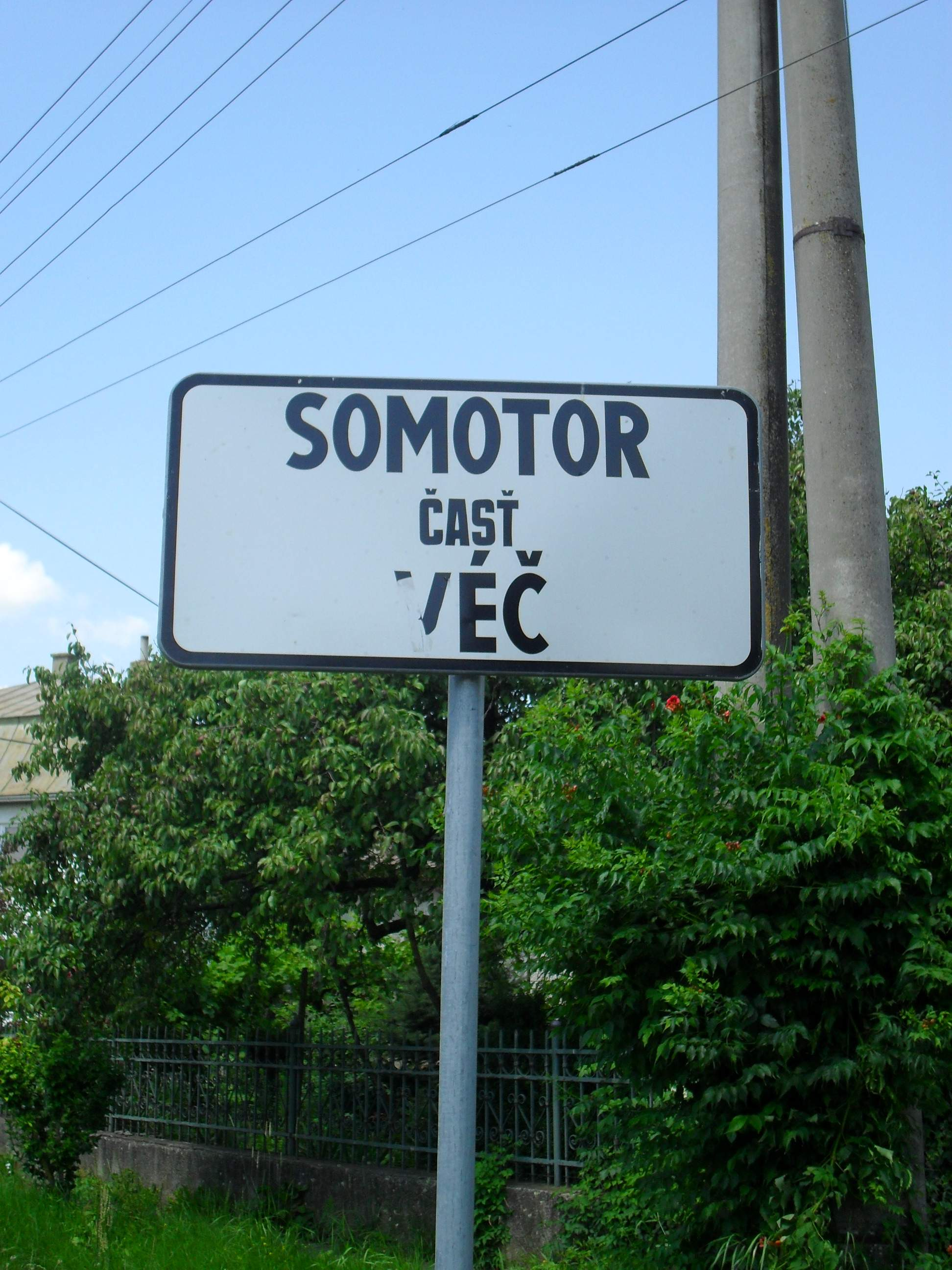
Helységnévtábla